# Бабон (патрикій)
Бабон (фр. Babo; д/н — бл. 602) — патрикій Провансу і префект Марселю в 600—602 роках.

## Життєпис
Походив з династії ріпуарських франків. Син Муммоліна, мажордома Нейстрії. Відомостей про нього обмаль. У 585 році був серед очільників посольства до Візантійської імперії.
Близько 600 року було призначено на новостворену посаду патрикія Провансу і префекта Марселю. В хроніці Григорія Турського значиться як дукс. Близько 602 року помер або був позбавлений посади.

## Родина
- Ерменгунда
- Адон
- син
- Адалгізел Гримон